# Bandits, bandits
Pour les articles homonymes, voir Bandit (homonymie).
Pour plus de détails, voir Fiche technique et Distribution.
Bandits, bandits (Time Bandits) est un film britannique réalisé par Terry Gilliam et sorti en 1981.

## Synopsis
Kevin est un jeune garçon vivant dans un futur proche, avec des parents d'un matérialisme navrant. Bientôt il découvre avec effroi que son armoire est l'extrémité d'un tunnel spatio-temporel, lorsqu'une nuit un cavalier la traverse violemment. La nuit suivante il se retrouvera face à des nains en fuite. Ils viennent de dérober la Carte des Portes Temporelles à leur maître, l'Être Suprême, pour devenir les plus puissants pillards de l'Univers. Alors qu'ils repoussent un mur de la chambre à la recherche d'une issue temporelle, l'Être Suprême surgit effrayant Kevin, qui à la suite des nains, franchit la Porte et se trouve transporté dans le passé.
Il est alors entraîné dans leurs aventures burlesques qui, d'époque en époque (traversant la bataille de Castiglione, la forêt de Sherwood, la ville de Mycènes et le naufrage du Titanic), les conduiront à affronter le Mal qui convoite la carte pour se libérer de la Forteresse des Ténèbres où l'Être Suprême le retient captif.

## Fiche technique
Sauf indication contraire, les informations mentionnées dans cette section peuvent être confirmées par la base de données cinématographiques IMDb,  présente dans la section « Liens externes ».
- Titre français : Bandits, bandits
- Titre original : Time Bandits
- Réalisation : Terry Gilliam
- Scénario : Terry Gilliam et Michael Palin
- Musique : Mike Moran
- Chansons et musiques additionnelles : George Harrison
- Directeur de la photographie : Peter Biziou
- Costumes : Jim Acheson
- Producteur : Terry Gilliam
- Producteurs délégués : George Harrison et Denis O'Brien
- Sociétés de production : HandMade Films et Janus Films
- Distribution : HandMade Films (Royaume-Uni), UGC (France)
- Budget : 5 000 000 $[1]
- Langue originale : anglais
- Pays de production :  Royaume-Uni
- Durée : 116 minutes
- Genres : fantastique, aventure
- Dates de sortie[2] : 
  - Royaume-Uni : 10 juillet 1981
  - États-Unis : 6 novembre 1981
  - France : 10 mars 1982

## Distribution
- Craig Warnock (VF : Fabrice Josso) : Kevin
- Sean Connery (VF : Jean-Claude Michel) : le roi Agamemnon / le pompier
- John Cleese (VF : Joël Martineau) : Robin des Bois / un général de Napoléon
- David Warner (VF : Georges Aminel) : le génie du mal
- Shelley Duvall (VF : Laurence Badie) : Pansy
- Michael Palin (VF : Jean-Pierre Leroux) : Vincent
- Ian Holm (VF : Roger Carel) : Napoléon Bonaparte
- Ralph Richardson (VF : Philippe Dumat) : l'Être suprême
- Peter Vaughan (VF : André Valmy) : l'ogre Winston
- Katherine Helmond (VF : Perrette Pradier) : la femme de l'ogre
- David Rappaport (VF : Hervé Bellon) : Randall
- Kenny Baker (VF : Serge Lhorca) : Blasphème (Fidgit en VO)
- Malcolm Dixon  (VF : Georges Aubert) : Gloriole (Strutter en VO)
- Mike Edmonds (en) (VF : Marc François) : Arsouille (Og en VO)
- Jack Purvis (VF : Marc de Georgi) : Querelle (Wally en VO)
- Tiny Ross (en) : Vermine (Vermin en VO)
- David Daker (VF : Pierre Hatet) : Trevor, le père de Kevin
- Sheila Fearn (VF : Arlette Thomas) : Diane, la mère de Kevin
- Jim Broadbent (VF : Jacques Thébault) : Kenny Lange, compère
- Terence Bayler : Lucien
- Preston Lockwood : Neguy
- Charles McKeown (VF : Bernard Murat) : le directeur du théâtre
- David Leland : le marionnettiste
- John Hughman : le grand Rumbozo
- Derrick O'Connor (VF : Georges Atlas) : le chef des voleurs
- Neil McCarthy : le deuxième voleur
- Declan Mulholland : le troisième voleur
- Derek Deadman : Robert
- Winston Dennis : le guerrier à la tête de taureau
- Tony Jay : l'Être suprême (voix)
- Frances de la Tour : commandant de l'Armée du Salut

## Production
Le choix de Sean Connery provient d'une plaisanterie de la part de Terry Gilliam et Michael Palin. En effet en écrivant le scénario, ils ont, en plaisantant, décrit le personnage d'Agamemnon comme étant Sean Connery. Après avoir cependant lu le script, l'acteur écossais a finalement accepté avec joie de tenir ce petit rôle.
La scène qui suit celle du bateau et du géant devait à l'origine se passer dans une forêt avec des arbres vivants. Mais par manque de moyens, Gilliam a juste introduit un désert se terminant par une barrière de verre dissimulant la forteresse du génie du mal.  Une autre scène devait se passer dans une époque future mais, en définitive, n'a pas été faite, ce qui explique l'arrivée de Querelle à bord d'un petit vaisseau spatial lors de la grande bataille contre le génie du mal. Dans le scénario original, Agamemnon était présent dans la séquence de la grande bataille mais Connery n'étant pas disponible au moment du tournage de la scène, le personnage est finalement absent.
Le tournage a lieu en Angleterre : à Harlington dans le Bedfordshire, Bracknell (Berkshire), Epping Forest (Essex), Dungeness (Kent), Londres (Lee International Studios) à Chewton Keynsham (en) (Somerset). Les prises de vues se déroulent également au Maroc (Ksar d'Aït-ben-Haddou), au
château de Raglan au pays de Galles ainsi qu'à l'Alhambra de Grenade en Andalousie
.

## Accueil
Le film a connu le succès commercial, rapportant environ 42 365 000 $ au box-office en Amérique du Nord pour un budget de 5 000 000 $. En France, il a réalisé 536 817 entrées.
Il a reçu un accueil critique très favorable, recueillant 90 % de critiques positives, avec une note moyenne de 7,9/10 et sur la base de 49 critiques collectées, sur le site agrégateur de critiques Rotten Tomatoes.

## Distinctions
Le film a reçu 5 nominations aux Saturn Awards 1982 et a également été nommé au Prix Hugo (catégorie Best Dramatic Presentation) en 1982 et au festival Fantasporto (catégorie du meilleur film) en 1983.

## Postérité
Le nom du groupe de musique néerlandais Time Bandits est inspiré du titre original anglais du film, tous les deux créés en 1981.

## Projet d'adaptation télévisée
Le 27 juillet 2018, Apple s'est associé à Anonymous Content, Paramount Television et Media Rights Capital pour obtenir les droits pour une adaptation de Time Bandits en série télévisée. Gilliam est producteur exécutif sans tâche d'écriture et Taika Waititi réalisateur de l'épisode pilote,.
La série est diffusée sur Apple TV+ à partir du 24 juillet 2024.